# Carro de la Beata
El carro de la Beata o carro triomfal és l'element principal de la cavalcada tradicional que se celebra cada 28 de juliol a Valldemossa (Mallorca) per commemorar la festa de Santa Catalina Thomàs, coneguda com la Beata o la Beateta.

## Orígens
El carro de la Beata té els seus orígens l'any 1903, quan el senyor de la Coma, una possessió a prop de la vila, aconsellat pel seu capellà d'estiu a Valldemossa, mossèn Pere Mas, va muntar un carro triomfal on es representava la figura de la Beata nina, vestida de pagesa, a la glòria, envoltada d'angelets, també nins.
Per aquesta causa, en un principi gairebé totes les beatetes estaven relacionades amb la família Sureda de la Coma, que organitzà el carro fins a l'any 1977. A partir de 1978 va passar a encarregar-se'n l'Ajuntament, que de totes maneres hi venia col·laborant des dels primers anys 60.

## Evolució de la festa
Els primers anys, el carro sortia de la Coma i hi tornava, i no tenia més acompanyament que els valldemossins que hi anaven darrere cantant Sor Tomasseta. Més tard, acompanyaren el carro un grup de joves amb llanternes, però per mor de les bregues que organitzaven els ho varen privar. Més o menys tornà a passar el mateix quan els joves dels anys 70 o 80 anaven darrere el carro i feien corregudes enrere i envant, de manera que alteraven la feina de la banda de música; aquest costum també arribà a desaparèixer, si bé en els darrers anys s'ha intentat recuperar.
A poc a poc a la desfilada començaren a afegir-se carretons amb nins vestits a l'ample, i una corrua de someres amb pagesetes i pagesets que qualcaven. Alguns anys, al principi de la motorització del camp, fins i tot es va veure qualque carrossa estirada per un tractor.
Des de 1961, el carro està acompanyat al darrere per la banda de música de Montuïri, a la qual en els darrers temps se n'hi ha afegit una altra al davant. Actualment obren la colcada algunes colles de xeremiers, tots tocant Sor Tomasseta.
El recorregut al començament incloïa la plaça de Cartoixa, fins que la costa es va asfaltar. Fins i tot un any al carro no hi anava la beata vestida de pagesa, sinó de monja, dreta, amb un pa de figa en una mà i un colom a l'altra.
La primitiva galera de la Coma no va ser prou gran per caber-hi els nombrosos angelets, fruit de l'augment demogràfic del poble en els darrers anys, i se'n va haver d'adquirir una de més grossa, de manera que hi cabessin tretze angelets i la beateta. L'any 1989 l'Ajuntament va comprar un carruatge nou, el qual, després de la reforma feta el 2008, permet acomodar-hi fins a setze angelets i la beateta.
De l'ornamentació del carro se'n va encarregar Francesc Ripoll des de principis dels anys 60 fins a 1984. Des de 1985 fins 2018 ho feren Joan Mateu Ripoll i Miquel Boscana, nebot i net de l'anterior, respectivament.

## Regulació
A partir de 1979 (l'any 1978 l'elecció es va fer directament per l'Ajuntament), la beateta va ser una nina nascuda a Valldemossa i que aquell any complia els sis, triada per sorteig, celebrat el dia del Corpus.
Les dificultats per poder incloure tants nins com a angelets varen provocar que l'any 2004 s'establís un sistema d'inscripció prèvia, fins que el 8 de setembre de 2008 l'Ajuntament de Valldemossa aprovà un reglament que regula tant la selecció dels angelets com la de la beateta. Aquesta norma (publicada en el BOIB núm. 145, de 14 d'octubre de 2008) es basa, quant als angelets, en fixar una puntuació per a cada nin en funció de diferents criteris (haver nascut al poble, estar-hi empadronat, etcètera) i es troba en vigor des de 2009.